# Smerinthus ollioryi
Smerinthus ollioryi är en fjärilsart som beskrevs av Charles Oberthür 1920. Smerinthus ollioryi ingår i släktet Smerinthus och familjen svärmare. Inga underarter finns listade i Catalogue of Life.